# HD 222095
HD 222095 é uma estrela na constelação de Phoenix. Tem uma magnitude aparente visual de 4,74, podendo ser vista a olho nu em boas condições de visualização. Com base em sua paralaxe de 16,29 milissegundos de arco, medida pela sonda Hipparcos, está a uma distância de 200 anos-luz (61,4 parsecs) da Terra.
Esta é uma estrela de classe A da sequência principal com um tipo espectral de A1/2V. A partir de modelos de evolução estelar, estima-se que tenha uma massa de 2,5 vezes a massa solar e uma idade de aproximadamente 500 milhões de anos. Tem uma luminosidade cerca de 40 vezes superior à solar, e uma temperatura efetiva de 9 230 K, dando à estrela a coloração branca típica de estrelas de classe A. Possui uma metalicidade próxima da solar, e está girando rapidamente com uma velocidade de rotação projetada de 141 km/s. Não possui estrelas companheiras conhecidas.